# Campeonato Sul-Mato-Grossense Série B 2023
In 2023 werd het 24ste Campeonato Sul-Mato-Grossense Série B gespeeld voor voetbalclubs uit de Braziliaanse staat Mato Grosso do Sul. De competitie werd georganiseerd door de FFMS en werd gespeeld van 15 oktober tot 10 december. Portuguesa werd kampioen.

## Eerste fase
| Plaats | Club        | Wed. | W | G | V | Saldo | Ptn. |
| ------ | ----------- | ---- | - | - | - | ----- | ---- |
| 1.     | Portuguesa  | 6    | 4 | 1 | 1 | 19:8  | 13   |
| 2.     | Corumbaense | 6    | 4 | 1 | 1 | 10:5  | 13   |
| 3.     | Águia Negra | 6    | 3 | 3 | 0 | 8:4   | 12   |
| 4.     | Náutico     | 6    | 3 | 0 | 3 | 12:10 | 9    |
| 5.     | São Gabriel | 6    | 2 | 1 | 3 | 8:12  | 7    |
| 6.     | União-ABC   | 6    | 1 | 0 | 5 | 6:11  | 3    |
| 7.     | Misto       | 6    | 0 | 2 | 4 | 5:18  | 2    |

|  | Gekwalificeerd voor de tweede fase |

## Tweede fase
In geval van gelijkspel worden strafschoppen genomen, tussen haakjes weergegeven. 
|  | halve finale | halve finale | halve finale | halve finale |  |             | finale | finale | finale | finale |
|  |              |              |              |              |  |             |        |        |        |        |
|  |              |              |              |              |  |             |        |        |        |        |
|  | Portuguesa   | 2            | 0            | 2 (6)        |  |             |        |        |        |        |
|  | Náutico      | 1            | 1            | 1 (5)        |  |             |        |        |        |        |
|  |              |              |              |              |  | Portuguesa  | 3      |        | 3      |        |
|  |              |              |              |              |  | Corumbaense | 0      |        | 0      |        |
|  | Corumbaense  | 0            | 2            | 2 (7)        |  |             |        |        |        |        |
|  | Águia Negra  | 0            | 2            | 2 (6)        |  |             |        |        |        |        |

## Eindstand
| Plaats | Club        | Wed. | W | G | V | Saldo | Ptn. |
| ------ | ----------- | ---- | - | - | - | ----- | ---- |
| 1.     | Portuguesa  | 9    | 6 | 1 | 2 | 24:10 | 19   |
| 2.     | Corumbaense | 9    | 4 | 3 | 2 | 12:10 | 15   |
| 3.     | Náutico (1) | 8    | 4 | 0 | 4 | 14:12 | 12   |
| 4.     | Águia Negra | 8    | 3 | 5 | 0 | 10:6  | 14   |
| 5.     | São Gabriel | 6    | 2 | 1 | 3 | 8:12  | 7    |
| 6.     | União-ABC   | 6    | 1 | 0 | 5 | 6:11  | 3    |
| 7.     | Misto       | 6    | 0 | 2 | 4 | 5:18  | 2    |

(1): Doordat SERC zich terugtrok uit de Série A mocht er een extra team promoveren, er werd beslist dat het team dat het beste derde presteerde in de tweede fase zou promoveren. 
|  | Kampioen, promotie naar Série A 2024 |
|  | Promotie naar Série A 2024           |

### Kampioen
| Campeonato Sul-Mato-Grossense de 2023 - Série B |
| Mato Grosso do Sul                              |
| ----------------------------------------------- |
| PORTUGUESA Kampioen (1° titel)                  |

1987 · 1988 · 1989 · 1990-2000 · 2001 · 2002 · 2003 · 2004 · 2005 · 2006 · 2007 · 2008 · 2009 · 2010 · 2011 · 2012 · 2013 · 2014 · 2015 · 2016 · 2017 · 2018 · 2019 · 2020 · 2021 · 2022 ·  2023 · 2024